# Guerra Polaco-Cossaco-Tártara (1666–1671)
A Guerra Polaco-Cossaco-Tártara (em ucraniano: Польсько-козацько-татарська війна війна, em polonês/polaco: Wojna polsko-kozacko-tatarska) foi travada entre a Comunidade Polaco-Lituana e os estados aliados dos otomanos, o Hetmanato Cossaco e o Canato da Crimeia. Ocorreu logo após a Guerra Russo-Polonesa de 1654-1667 e foi um prelúdio para a Guerra Otomano-Polonesa de 1672-1676.

## Hostilidades
Em 1666, o Hetman Petro Doroshenko do Hetmanato Cossaco, com o objetivo de ganhar o controle da Ucrânia, mas enfrentando derrotas de outras facções que lutavam pelo controle daquela região (a Comunidade Polaco-Lituana e o Czarado da Rússia), em uma tentativa final de preservar seu poder na Ucrânia, assinou um tratado com o sultão otomano Mehmed IV que reconheceu o Hetmanato Cossaco como um vassalo do Império Otomano.
Enquanto isso, as forças Comunidade Polaco-Lituana tentavam reprimir a agitação na Ucrânia, mas foram enfraquecidas por guerras de décadas (Revolta de Khmelnytsky, O Dilúvio e Guerra Russo-Polonesa de 1654-1667). Tentando capitalizar essa fraqueza, os tártaros da Crimeia, que comumente invadiam as fronteiras da Comunidade Polaco-Lituana em busca de saques e escravos, invadiram, desta vez se aliando aos cossacos zaporozhianos sob o comando do Hetman Petro Doroshenko. No entanto, eles foram parados pelas forças da Comunidade Polaco-Lituana sob o comando do Hetman João III Sobieski, que interrompeu seu primeiro ataque (1666-1667), derrotando-os várias vezes e finalmente obtendo um armistício após a Batalha de Pidhaitsi em 6-16 de outubro de 1667.
Em 1670, no entanto, o Hetman Petro Doroshenko tentou mais uma vez assumir o controle da Ucrânia e, em 1671, o Cã Adil Giray, apoiador da Comunidade Polaco-Lituana, foi substituído por um novo, o Cã Selim I Giray, pelo sultão otomano Mehmed IV. Khan Selim I Giray fez uma aliança com Hetman Petro Doroshenko; mas novamente, como em 1666-1667, as forças cossacas-tártaras foram derrotadas por Hetman João III Sobieski. o Cã Selim I Giray então renovou seu juramento de lealdade ao sultão otomano Mehmed IV e implorou por ajuda, com o que o sultão otomano Mehmed IV concordou. Assim, um conflito irregular de fronteira se transformou em uma guerra regular, pois o Império Otomano estava agora preparado para enviar suas unidades regulares ao campo de batalha em uma tentativa de ganhar o controle daquela região para si.